# Bande (Spagna)
Bande è un comune spagnolo di 2 422 abitanti situato nella comunità autonoma della Galizia.